# Долец (Силистренская область)
Долец (болг. Долец) — село в Болгарии. Находится в Силистренской области, входит в общину Дулово. Население составляет 540 человек.

## Политическая ситуация
В местном кметстве Долец, в состав которого входит Долец, должность кмета (старосты) исполняет Мюмюн Адил Хабил (Земледельческий народный союз (ЗНС)) по результатам выборов.
Кмет (мэр) общины Дулово — Митхат Мехмед Табаков (Движение за права и свободы (ДПС)) по результатам выборов.